# Gyula Kállai
Gyula Kállai (Berettyóújfalu, 1 de junio de 1910 - Budapest, 12 de marzo de 1996) fue un político comunista húngaro que ocupó el cargo de presidente del Consejo de ministros de la República Popular de Hungría entre 1965 y 1967.

## Biografía
Gyula Kállai nació en 1910 como hijo de Sándor Kállai y Eszter Kis, en una familia reformada. Según un antiguo compañero de clase en Berettyóújfalu, era un niño muy inteligente, habiendo completado dos clases en un año. Su lugar de nacimiento se conservó durante mucho tiempo, solo para ser demolido a finales de los años 80.

### Posiciones
Como miembro del ilegal Partido Comunista Húngaro (KMP) desde 1931, desempeñó un papel importante en la organización del Frente de Marcha. Como empleado de Népszava, contribuyó a la compilación del famoso número de Navidad de 1941. En 1942, participó en el establecimiento del Comité de Memoria Histórica Húngara y luego en sus acciones. Fue arrestado en 1942 pero fue puesto en libertad por falta de pruebas. Representó al KMP en el Comité de Gestión del Frente Húngaro.
Desde enero de 1945 fue miembro del Comité Central del Partido Comunista Húngaro (1945-1948) y luego del Comité Central del Partido de los Trabajadores Húngaros (julio-octubre de 1948-1951 y octubre de 1956). El 20 de abril de 1951 fue detenido por cargos falsos y condenado a 15 años de prisión, de los cuales fue liberado y rehabilitado en julio de 1954.
Fue jefe de la Dirección General de Edición (1954-55) y luego redactor jefe de la Revista Social (1958-61). Hasta 1965, fue presidente del Comité del Premio Estatal y del Premio Kossuth, y de 1957 a 1989 fue presidente del Consejo Nacional del Frente Popular Patriótico (HNF OT).

### Cargos políticos
Inicialmente fue vicesecretario administrativo de la Oficina del primer ministro (15 de junio al 18 de julio de 1945), luego secretario de estado político (18 de julio al 23 de noviembre de 1945), secretario de estado político del Ministerio de Información del 23 de noviembre de 1945 al 27 de mayo de 1946. . Del 11 de junio de 1949 al 12 de mayo de 1951, ejerció el cargo de Ministro de Relaciones Exteriores del Gobierno de István Dobi (¡bajo arresto el 20 de abril de 1951!).
Fue Viceministro de Cultura (19 de febrero de 1955 a 31 de octubre de 1956), miembro del Gobierno Revolucionario Obrero y Campesino de Hungría (28 de febrero a 9 de mayo de 1957) y como tal encargado de la gestión de los asuntos culturales (1 de marzo de 1957 a 9 de mayo). Fue Ministro de Cultura del 9 de mayo de 1957 al 28 de enero de 1958, luego Ministro de Estado (28 de enero de 1958 al 15 de enero de 1960), Primer Vicepresidente del Consejo de Ministros (15 de enero de 1960 al 13 de septiembre de 1961), Vicepresidente del Consejo de Ministros (13 de septiembre de 1961 a 30 de abril de 1965), presidente del Consejo de Ministros (30 de junio de 1965 a 14 de abril de 1967). Fue miembro del Consejo Presidencial del 14 de abril de 1967 al 23 de octubre de 1989, y presidente de la Asamblea Nacional de Hungría (14 de abril de 1967 al 12 de mayo de 1971), La idea de iniciar una demanda conceptual contra Imre Nagy y otros, que resultó en la ejecución del ex primer ministro, puede deberse a Kállai.

## Obras
- Kikkel tartson a föld népe?; Szociáldemokrata Párt, Budapest, 1940
- Munkásság, parasztság, polgárság; összeáll. Kállai Gyula; Szociáldemokrata Párt., Budapest, 1942
- Kállai Gyula–Révai József: Népiség, demokrácia, szocializmus; Téka, Budapest, 1943 (Társadalmi könyvtár)
- A földreform és a parasztság szerepe a gazdasági újjáépítésben; M.K.P., Budapest, 1945 (M. K. P. Szeminárium)
- Magántulajdon, család és vallás. A Magyar Kommunista Párt álláspontja; Szikra, Budapest, 1945
- A magyar függetlenségi mozgalom; Szikra, Budapest, 1946 (A Magyar Kommunista Párt politikai akadémiája)
- A magyar függetlenségi mozgalom 1939–1945; 4., átdolg. kiad; Szikra, Budapest, 1955
- A magyarországi ellenforradalom a marxizmus-leninizmus fényében; Kossuth, Budapest, 1957
- Kállai Gyula előadása az országos pedagógus pártaktíván. 1957. május 5.; Tankönyvkiadó, Budapest, 1957
- A szocialista kultúráért; Gondolat, Budapest, 1958
- A Magyar Szocialista Munkáspárt kulturális politikája; Kossuth, Budapest, 1958 (Az MSZMP Központi Bizottsága Politikai Akadémiája)
- Biszku Béla–Fock Jenő–Kállai Gyula: Az SZKP 21. kongresszusáról; Kossuth, Budapest, 1959 (Az MSZMP Központi Bizottsága Politikai Akadémiája)
- Kállai és Ortutay elvtársak kongresszusi beszámolói és Kádár elvtárs felszólalása; Hazafias Népfront, Budapest, 1960
- A békéért, a demokráciáért és a szocializmusért vívott harc programja; Kossuth, Budapest, 1961 (Az MSZMP Központi Bizottsága politikai akadémiája)
- Szocializmus és kultúra; Gondolat, Budapest, 1962
- Az állam és a szocialista demokrácia fejlődésének egyes kérdései; Kossuth, Budapest, 1963 (Az MSZMP Központi Bizottsága politikai akadémiája)
- A Magyar Népköztársaság külpolitikája; Kossuth, Budapest, 1964 (Az MSZMP Központi Bizottsága politikai akadémiája)
- A polgári nemzettől a szocialista nemzetig; Kossuth, Budapest, 1965 (Az MSZMP Központi Bizottsága politikai akadémiája)
- A magyar függetlenségi mozgalom. 1936–1945; 5., átdolg. kiad.; Kossuth, Budapest, 1965
- A nemzetközi kommunista mozgalom és a nemzetközi politika kérdéseiről; Kossuth, Budapest, 1966 (Az MSZMP Központi Bizottsága politikai akadémiája)
- Szocialista állami életünk fejlődésének néhány időszerű kérdése; Kossuth, Budapest, 1969 (Az MSZMP Központi Bizottsága politikai akadémiája)
- Lenini eszmék korunkban; Kossuth, Budapest, 1970 (MSZMP Központi Bizottsága Politikai Akadémiája)
- Szocializmus, népfront, demokrácia; Kossuth, Budapest, 1971
- Szabadságunk születése; összeáll., utószó, jegyz. Nagy László; Gondolat, Budapest, 1973
- A párt szövetségi politikája és a nemzeti egység fejlődése. Elhangzott 1976. június 23-án; Kossuth, Budapest, 1976 (Az MSZMP Központi Bizottsága politikai akadémiája)
- A párt szövetségi politikája és a nemzeti egység fejlődése. 1976
- A múltról a jelennek. [Cikkek, beszédek]. 1976
- Helyünk a világban: [cikkek, tanulmányok, beszédek] / Kállai Gyula. 1977
- A magyar népfront négy évtizedéről; Magvető, Budapest, 1977 (Gyorsuló idő)
- The people's front movement in Hungary. (Transl. by Gyula Gulyás). 1979
- Életem törvénye. [Visszaemlékezések] / Kállai Gyula. 1980
- Két világ határán; Kossuth, Budapest, 1984
- A Magyar Front; összeáll. Kállai Gyula, Pintér István, Sipos Attila; Kossuth, Budapest, 1984
- Megkésett börtönnapló. [Visszaemlékezések]; Kossuth, Budapest, 1987

## Reconocimientos
- Orden al Mérito de Kossuth, tercera clase (1948)
- Gran Cruz de la Corona Imperial de Irán (1966)
- Orden de la Bandera de la República Popular de Hungría, segunda clase (1985)